# Дионис Капитанов
Дионис (Дивиниш) Христов Капитанов (Капеданчев) е български революционер, деец на Вътрешната македоно-одринска революционна организация.

## Биография
Дионис Капитанов е роден през 1878 година в град Енидже Вардар (Па̀зар), тогава в Османската империя. Присъединява се към ВМОРО като легален деец през 1902 година. През 1905 година по решение на Апостол Петков събира в града данък за организацията, при което е предаден от Михал Попмуджов. Дионис Капитанов и баща му Христо П. Капитанов са заловени от османските власти и Дионис е осъден на 3 затвор, които лежи в Еди куле в Солун. Амнистиран е след Младотурската революция в 1908 година. Става деец на Съюза на българските конституционни клубове и е избран за делегат на неговия Учредителен конгрес от Енидже Вардар.
След Балканската война през 1913 година новите гръцки власти го арестуват и заточват на остров Трикери, където престоява седем месеца. След освобождението си е принуден да емигрира в Свободна България.
Жени се за Александра (р. 1881), с която имат дъщеря Анастасия (р. 1915). На 10 април 1943 година, като жител на Пловдив, подава молба за българска народна пенсия, която е одобрена и пенсията е отпусната от Министерския съвет на Царство България.
Негова сестра е просветната деятелка Мария Капитанчева.